# Füzuli Javadov
Füzuli Javad ogly Javadov (en azéri : Füzuli Cavad oğlu Cavadov, né le 20 décembre 1950 à Bakou et mort le 11 avril 2021 dans la même ville, est un footballeur azerbaïdjanais qui évoluait au poste de défenseur.

## Biographie

### Carrière en club
Il réalise ses débuts professionnels dans le championnat d'Union soviétique en 1971 avec le club du FK SKA Rostov.

### Vie privée
Füzuli Javadov est le père du footballeur international azerbaïdjanais Vagif Javadov, tandis que son frère Isgandar Javadov était également footballeur.

### Décès
Le 11 avril 2021, il décède des suites de complications liées à la COVID-19 lors de la pandémie de Covid-19 en Azerbaïdjan.

## Palmarès
Neftchi Bakou
- Championnat d'Union soviétique D2 :
  - Vice-champion : 1976.